# Postrzyżyny (film)
Postrzyżyny (czes. Postřižiny) – czechosłowacki film komediowy z 1980 roku, wyreżyserowana przez Jirzego Menzla adaptacja opowiadania Bohumila Hrabala pod tym samym tytułem.
Film zrealizowano w miasteczku Počátky i na terenie browaru w Dalešicach.

## Treść
Głównymi bohaterami komedii są Francin, zarządca browaru w miasteczku Nymburk, i jego żona Maryszka – postacie wzorowane na rodzicach Bohumila Hrabala. Wartka i dynamiczna fabuła opowiada o początkowych latach ich małżeństwa. Żona zarządcy jest kobietą nieobliczalną, nie mieszczącą się w roli typowej małżonki i przykładnej pani domu, przez co staje się nieustannym źródłem troski i niepokoju dla kochającego męża. Zapracowany i nękany odgórnymi kontrolami Francin nie jest w stanie opanować wybryków żony. Sytuacja ulega jeszcze pogorszeniu, gdy w gościnę przyjeżdża jego brat Pepin – krzykliwy gaduła, nieustannie opowiadający anegdoty i podsuwający fatalne w skutkach pomysły. Ku utrapieniu stale zajętego i często nieobecnego Francina, jego żona i Pepin świetnie się rozumieją, a ich wspólne wyczyny (m.in. wspinaczka na komin browaru) zakłócają normalny tryb życia w pracowitym zakładzie i w spokojnej okolicy. Tytułowe „postrzyżyny” odnoszą się do jednej z końcowych scen, w której Maryszka, zgodnie z nadchodzącą modą, ścina swe długie, pielęgnowane i ogólnie podziwiane włosy.

## Obsada
- Magda Vášáryová – Maryszka
- Jiří Schmitzer – Francin, jej mąż, zarządca browaru
- Jaromír Hanzlík – Pepin, brat Francina
- Rudolf Hrušínský – doktor Gruntorad, prezes zarządu browaru
- Petr Čepek – pan de Giorgi, członek zarządu browaru
- Oldřich Vlach – hotelarz Rużiczka, członek zarządu browaru
- Pavel Vondruška – notariusz Lustig, członek zarządu
- Miloslav Štibich – pan Bernadek, członek zarządu
- František Řehák – pan Vejvoda, członek zarządu
- Alois Liškutín – pan Szefl, członek zarządu
- Oldřich Vízner – fryzjer Bodzio Czervinka
- Rudolf Hrušínský młodszy – stajenny
- Jaroslav Vozáb – ksiądz dziekan
- Pavel Wuršer – stary bednarz
- Miroslav Donutil – posługacz
- Josef Otoupal – rzeźnik